# خوسيه بوراس
خوسيه بوراس (بالإسبانية: José Francisco Porras)‏ (مواليد 8 نوفمبر 1970) هو لاعب كرة قدم. يلعب مع منتخب كوستاريكا لكرة القدم. سبق له أن لعب في كأس العالم لكرة القدم مع منتخب بلاده.

## روابط خارجية
- خوسيه بوراس على موقع الاتحاد الدولي (مؤرشف)  (الإنجليزية)
- خوسيه بوراس على موقع قاعدة بيانات كرة القدم.إي يو (الإنجليزية)
- خوسيه بوراس على موقع ناشيونال فوتبول تيمز (الإنجليزية)